# 건봉사
건봉사(乾鳳寺)는 강원특별자치도 고성군에 위치한 대한불교조계종 소속 사찰이다.
금강산 줄기가 시작되는 건봉산 감로봉의 동남쪽 자락에 있어 흔히 '금강산 건봉사'라 부른다. 이 지역은 휴전선 근처라 옛날에는 부처님오신날에만 쓸수 있었다.
신라 법흥왕 7년인 520년에 아도가 절을 짓고 원각사(圓覺寺)라 부른 것이 시초라고 전해지나, 이 지역은 당시 고구려의 영토였기 때문에 삼국 시대에 건립된 대부분의 사찰에 얽힌 창건 설화처럼 전설로 생각되고 있다. 남북국 시대부터 중건되고 불교 행사가 열린 기록이 있으며, 고려 초기에 고려 태조의 스승인 도선이 왕명으로 중수하고 원각사를 중수하고 절의 서쪽에 봉황 모양의 돌이 있다하여 서봉사(西鳳寺)라 불렀다. 고려 말기 공민왕 때인 1358년에 나옹이 중창하고 건봉사로 개칭하였다.
조선 세조 때는 원당으로 지정되고 세조가 직접 행차하여 어실각을 건립하도록 한 뒤, 조선 시대 내내 왕실의 원당으로 계속 꾸준한 관심과 지원을 받았다. 신라 때 자장율사가 당나라에서 가져온 석가모니의 치아 사리는 본래 통도사에 있다가 임진왜란 중 강탈당한 바 있었다. 이를 사명대사가 일본에서 돌려받아 건봉사에 봉안하였다.
한국 4대 사찰 중 하나로 꼽힐 만큼 큰 절이었으며 일제강점기에도 북부 강원도 지역을 대표하는 31본산의 하나로 신흥사와 백담사, 낙산사 등을 관할했으나, 한국 전쟁으로 전소되면서 조계종에서는 제3교구 본사 전등사(傳燈寺)의 말사로 편성되어 있다. 당시 폭격으로 수백 칸에 이르던 전각이 모두 타버려 폐허가 되었고, 지금은 현대에 새로 지은 건물만 단촐하게 서 있다. 민간인출입통제구역에 포함된 위치 때문에 한국 전쟁 이후 오랫동안 민간인은 석가탄신일 하루만 특별히 드나들 수 있었다. 1989년에야 전면 출입이 허용되었다.
건봉사는 신라 때 1만일 동안 나무아미타불을 입으로 외워 극락에 오른다는 만일염불회를 개최한 이래 염불승을 많이 배출하였고, 한국의 대표적인 염불도량으로서 전통을 이어왔다. 임진왜란 때 사명대사가 머문 곳이라 호국불교의 본산으로도 불린다.
조선 시대에 건립된 무지개다리인 능파교는 대한민국의 보물로 지정되어 있고, 일제 강점기의 팔작지붕 사문인 불이문(不二門)은 한국 전쟁 때 이 절에서 유일하게 살아남은 건물로 강원도 문화재자료 제36호이다

## 참고 문헌
- “건봉사(乾鳳寺)”. 대한불교진흥원 출판부. 2008년 5월 10일에 확인함.[깨진 링크(과거 내용 찾기)]

## 같이 보기
- 건봉산
- 고성 건봉사 능파교 - 보물 제1336호